# Cerkiew św. Mikołaja Cudotwórcy w Radomsku
Cerkiew św. Mikołaja Cudotwórcy – niezachowana do dziś cerkiew prawosławna w Radomsku, mieszcząca się przy zbiegu dzisiejszej ulicy Staszica z ulicą Narutowicza. 

## Historia
Pierwsza świątynia prawosławna w Radomsku powstała w 1871 r., kiedy to grupa osób wyznania prawosławnego wynajęła u kupca Bernarda Ferstera pomieszczenie z zamiarem urządzenia w nim kaplicy swego wyznania. Warunkiem jej powstania było uzyskanie zgody wszystkich mieszkańców kamienicy na funkcjonowanie cerkwi w ich budynku mieszkalnym. Wiosną 1894 r. zakończono budowę drugiej świątyni prawosławnej w Radomsku (lecz pierwszej wolnostojącej) i była nią cerkiew garnizonowa, którą zlokalizowano przy obecnej ulicy Bugaj. Niebiańskim patronem tej świątyni obrano św. Sergiusza z Radoneża. Cerkiew ta znajdowała się na terenie carskich koszar wojskowych i była przeznaczona głównie dla stacjonujących w mieście żołnierzy rosyjskich obrządku wschodniego. W związku z dynamicznym rozwojem miasta i parafii cerkiew wojskowa okazała się być jednak za mała dla potrzeb miejscowej społeczności prawosławnej. Z tego też powodu podjęto decyzję o budowie nowej większej świątyni parafialnej na terenie miasta. Była nią właśnie cerkiew św. Mikołaja.

## Architektura i wnętrze cerkwi św. Mikołaja
Cerkiew św. Mikołaja została zbudowana w latach 1909–1912 według projektu warszawskiego architekta inż. Waldemara Piotra Aleksandra Feddersa w stylu rosyjskiego bizantynizmu. Wzniesiono ją z wysokiej jakościowo korwinowskiej cegły, znanej ze swej wyjątkowo dużej odporności na warunki atmosferyczne. Świątynia posiadała dwie cebulaste kopuły, które zwieńczały kute krzyże łacińskie przyozdobione u dołu półksiężycami, symbolizującymi zwycięstwo chrześcijaństwa nad pogaństwem.
Na zewnątrz obiekt został udekorowany gzymsami, pilastrami i kolumienkami z szydłowieckiego piaskowca. Plac cerkiewny ogrodzono kutym metalowym ogrodzeniem na kamiennym fundamencie. Wewnątrz radomszczańskiej cerkwi umieszczono ikonostas z bejcowanego dębu, którego wykonała moskiewska firma Witaljew i Słonow. Uroczysta konsekracja cerkwi odbyła się 28 grudnia 1912 r.

## Okoliczności zburzenia
Po wybuchu I wojny światowej i niepowodzeniach armii Imperium Rosyjskiego na jej frontach większość prawosławnych mieszkańców Radomska ewakuowała się w ramach tzw. bieżeństwa w głąb Rosji, co wiązało się z zamknięciem cerkwi. Po odzyskaniu przez Polskę niepodległości w 1918 świątynię zajął Polsko-Amerykański Komitet Pomocy Dzieciom, w wyniku czego cerkiew zbezczeszczono i zamieniono na kuchnię i jadalnię. Następnie w budynku cerkwi urządzono rzymskokatolicki kościół garnizonowy. Jednak ze względu na swą bizantyjską architekturę stylowy obiekt świątyni prawosławnej potraktowano ostatecznie jako relikt zaborów i w 1925 r. cerkiew zburzono na mocy decyzji władz wojewódzkich w Łodzi w ramach akcji rewindykacji cerkwi prawosławnych. Materiał uzyskany z rozbiórki cerkwi odsprzedano mieszkańcom miasta.

## Inne
W 2006 r. wydana została monografia traktująca historię radomszczańskiej cerkwi pt. Cerkiew prawosławna w Radomsku autorstwa Józefa Andrzeja Bossowskiego.